# Cleora cheesmanae
Cleora cheesmanae là một loài bướm đêm trong họ Geometridae.